# De Sliert op de Galopingo's
De Sliert op de Galopingo's is het zesde stripalbum uit de reeks De Sliert. In 1968 verscheen het als vierde album in de reeks, maar bij een vernieuwde versie van de reeks in de jaren tachtig werden twee albums, De Sliert op zoek en De Sliert in de tegenaanval, tussen album 2 en 3 toegevoegd. Hierdoor werd De Sliert op de Galopingo's vanaf de herdruk in 1985 het zesde verhaal uit de reeks. Het verhaal is getekend door Jean Roba op een scenario van Vicq. Het verscheen voor het eerst in 1966-1967 in Spirou (nummers 1459-1511).
Het verhaal gaat verder op het vorige verhaal, De Sliert in de lucht, hoewel dat niet feilloos verloopt. In De Sliert in de lucht wint De Sliert een ticket voor de Galopingo's. Archibald heeft het ook daadwerkelijk in zijn handen, maar in dit verhaal is het ticket na zes maanden nog steeds niet in hun bezit.

## Verhaal
Na lang wachten, krijgt De Sliert het ticket voor de Galopingo's. Archibald wordt uitgeloot om de prijs te verzilveren en trakteert zijn vrienden als afscheid op bonbons. Mijnheer Roomslag, de uitbater van de winkel, blijkt een grote passie te hebben voor exacte wetenschappen, maar heeft nog nooit een reis kunnen maken. De Sliert geeft hem daarom het ticketje voor de Galopingo's cadeau. Roomslag wil ermee naar het eilandje Grododo gaan om de Grodododraak op te onderzoeken.
Een zekere kapitein Schlapp krijgt van de reisplannen te horen. Hij krijgt orders om Roomslag naar het eiland Grododo te brengen en "niet te liquideren". Schlapp laat ook het geweer van Roomslag saboteren. Roomslag raakt vermist en ook de leden van De Sliert krijgen het nieuws te horen. Uit schuldgevoel gaan ze de man achterna, gesteund door James, die als verslaggever meegaat en daarvoor een flinke som geld heeft gekregen. Kapitein Schlapp krijgt wederom het bericht om de gasten naar het eiland te brengen. Onmiddellijk na hun aankomst worden ze geconfronteerd met het verdwijnen van voorwerpen en sabotage van hun geweer. Ze laten zich niet ontmoedigen en bouwen een kamp. In de avond blijken ze niet alleen te zijn: ze worden belegerd door inheemse bewoners. De Sliert verdedigt zich, maar de inheemsen lijken te sterk. Plots is er een geluid dat de inheemsen opschrikt en zo de helden redt. Er duikt een vogel op die alles en iedereen vocaal kan nabootsen, zijn schreeuw lijkt de inheemsen te hebben verjaagd. Kort erna duikt ook een enorme hagedis op: de Grodododraak. Het dier is vreedzaam en slaat op de vlucht. De schreeuw die de inheemsen op de vlucht deed slaan, blijkt van deze hagedis te komen.
De volgende morgen komt de vogel terug en hij spreekt zoals Roomslag. Hij moet dus nog in leven zijn. De Sliert probeert het kamp te beveiligen. Dizzy gaat op zoek naar een doornige braamstruik en stoot op de "draak", die in slaap valt. Dizzy raakt zelf in een trance. Zijn vrienden komen hem halen, maar Phil, James en Dizzy vallen in een val van de inheemsen. Om ze te redden, wil Archibald de draak temmen. De gevangen worden intussen bij dokter Schickelgrüber gebracht, hij is de meester van de inheemsen en het brein achter de ontvoeringen en doet proefnemingen op zijn gevangenen. Dizzy ontwaakt en legt de link tussen zijn trance en bloemen die hij vond, iets dat ook de vrije leden van De Sliert ontdekken. Ze slagen erin om de Grodododraak te temmen en houden hem de slaapbloemen, die hij graag eet, op een onbereikbare plaats voor zijn neus waardoor hij hen brengt waarheen ze willen. Na lang zoeken vinden ze de schuilplaats van de bandieten, die net bediend worden door kapitein Schlapp. Met de hulp van de draak en de vogel, die zich de verlammende kreet van Hatsjie en Hatsja eigen heeft gemaakt, weten ze de bandieten te overmeesteren en hun vrienden te bevrijden. De plannen van de dokter raken zo ook bekend: hij experimenteert met de slaapbloemen. Mensen worden er willoos door en hij wilde een aftreksel ervan commercieel uitbuiten. Met hulp van de inheemsen, bevrijd en nu vriendelijk, kan De Sliert het eiland verlaten en de gevangen uitleveren.

## Cameo's
Het uiterlijk van de inboorlingen van het eiland waarop dit verhaal zich afspeelt, is gebaseerd op dat van de Franse zanger Antoine, die Roba in Brussel ontmoet had. De bloemen die die inboorlingen op zich getatoeëerd hebben, deden Roba denken aan het bloemenmotief van Antoines kleren. Roba's collega Gos stond dan weer model voor de telegrafist in het verhaal.